# Il mondo fino a ieri. Che cosa possiamo imparare dalle società tradizionali?
Il mondo fino a ieri. Che cosa possiamo imparare dalle società tradizionali? (The World Until Yesterday: What Can We Learn from Traditional Societies?) è un saggio del biologo, evoluzionista e fisiologo statunitense Jared Diamond, originariamente pubblicato in inglese a Londra nel 2012.

## Capitolo per capitolo
- Prologo. All'aeroporto
- Parte prima. Preparare la scena dividendo lo spazio
  - 1. Amici, nemici e forestieri
- Parte seconda. Pace e guerra
  - 2. Risarcimento per la morte di un bambino
  - 3. Breve capitolo su una guerra minuscola
  - 4. Un capitolo più lungo su molte guerre
- Parte terza. Giovani e vecchi
  - 5. Allevare i figli
  - 6. Il trattamento degli anziani: assistere, abbandonare, uccidere?
- Parte quarta. Pericolo e risposta
  - 7. Paranoia costruttiva
  - 8. Leoni e altri pericoli
- Parte quinta. Religione, lingue e salute
  - 9. Quel che ci spiegano le anguille elettriche a proposito della religione
  - 10. Parlare molte lingue
  - 11. Sale, zucchero, grassi e pigrizia
- Epilogo. A un altro aeroporto

## Accoglienza di pubblico e critica
L'opera in esame ha ricevuto recensioni sostanzialmente favorevoli da parte di The Independent e The New York Times.
Tuttavia, libro è stato criticato duramente da Survival International, il movimento mondiale per i diritti dei popoli indigeni, e dai leader indigeni del Papua Occidentale. Le critiche di Survival si sono concentrate in particolare su due messaggi veicolati dal libro che, secondo l'organizzazione, rischiano di "riportare indietro di decenni i progressi compiuti nella difesa dei diritti umani dei popoli tribali".
Diamond sostiene che i popoli tribali (che lui chiama "società tradizionali"), sebbene in parte modificati dal contatto, vivano ancora più o meno come l'umanità visse "fino alla comparsa dell'agricoltura nella Mezzaluna Fertile, circa 11 000 anni fa" e che, quindi, i popoli tribali contemporanei forniscono uno spaccato della società umana che fu. Ma quest'idea, sostiene Survival, è già stata contestata da anni da molti scienziati e antropologi, ed è particolarmente pericolosa: "La conseguenza logica di una simile argomentazione, spesso utilizzata dai governi per assimilare a forza i popoli tribali nella società dominante privandoli delle loro terre e risorse, è che, prima o poi, anche queste tribù dovranno «evolvere» e «progredire», proprio come hanno fatto tutti gli altri".
Il secondo problema del libro, secondo Survival, sta nell'affermare che le società tribali sono considerevolmente più violente di quelle industrializzate e che "la maggior parte dei popoli tribali si trova intrappolata in uno stato di guerra cronico".
Per questo, non solo hanno bisogno dell'intervento dello Stato per mettere fine ai loro comportamenti violenti, ma lo apprezzerebbero anche. Stephen Corry, direttore generale di Survival, ha accusato Diamond di presentare come una "conclusione universale" basata su dati scientifici quelle che in realtà sono "statistiche storiche calcolate in modo quantomeno discutibile" e di basare "parte della sua teoria sul lavoro del contestato antropologo americano Napoleon Chagnon", le cui affermazioni sono state ampiamente screditate da eminenti esperti studiosi.
Survival accusa Diamond di echeggiare la vecchia retorica della "pacificazione dei selvaggi", che è stata fondamento per il colonialismo europeo. In un articolo pubblicato sul Corriere della Sera il 24 giugno 2013, Corry ha scritto che "gli stati non salvano i popoli tribali ma, anzi, la loro imposizione li uccide".
Le affermazioni di Diamond – secondo cui la violenza diminuisce con l'avvento degli stati-nazione e il più grande vantaggio offerto dallo Stato è quello di portare la pace – hanno suscitato l'indignazione anche degli abitanti della Papua Occidentale, più volte citati dall'autore. Lì, dal 1963, le autorità indonesiane hanno già ucciso circa 100 000 Papuasi, eppure il libro non ne fa alcun cenno. Dichiarandosi anche "scioccati" per il modo "fuorviante" con cui l'autore li dipinge, nel febbraio 2013 i Papuasi hanno chiesto le sue pubbliche scuse.
Condanne al libro di Diamond vengono anche dal mondo accademico. Le polemiche imperversano soprattutto negli Stati Uniti e nel Regno Unito.

## Edizioni
- Jared Diamond, The world until yesterday : what can we learn from traditional societies?, London, Allen Lane, 2012,  xi, 499 p., ISBN 978-0-7139-9898-6.

- Jared Diamond, Il mondo fino a ieri. Che cosa possiamo imparare dalle società tradizionali?, traduzione di Anna Rusconi, collana Saggi, Einaudi, 2013,  pp. 445 p., ISBN 978-88-06-21452-4.